# Чеславская, София Ивановна
София Ивановна Чеславская (урожденная Трофимова; ум. 1874) —  русский педагог; устроительница и начальница Казанского женского епархиального училища. Обустроив созданное ею епархиальное училище по образцу Царскосельского, она поставила его на такую высоту, что «молва о ее мудром, неустанном управлении училищем, о порядках, в нем заведенных, и о христианском направлении воспитания и образования привлекала в училище воспитанниц из отдаленных епархий, хотя бы в них были и свои епархиальные училища».

## Биография
Софья Ивановна Чеславская была вдовой Ивана Богдановича Чеславского, скончавшегося в 1844 году. Педагогическую службу свою она начала классной дамой в Московском Елизаветинском училище. 
В 1852 году она была назначена начальницей Казанского училища девиц духовного звания, ещё не существовавшего и только предположенного к открытию. Для подготовки к предстоявшей деятельности, ей вменено было в обязанность пожить в Царскосельском училище, присмотреться к тамошним порядкам и вообще практически ознакомиться с администрацией этого, тогда еще нового, типа женских учебных заведений.
По прибытии в город Казань, ей пришлось почти с нуля создать училище начиная с устройства помещения и кончая устройством учебного курса и воспитательной части. Эти хлопоты так сроднили ее с училищем, что его интересы она ставила выше своих личных и отдала училищу всю свою жизнь. Только в начале своей деятельности, опасно заболев от переутомления, она в начале 1857 года вышла в отставку и уехала в Санкт-Петербург, но в конце того же года, несмотря на вполне обеспеченную в материальном отношении жизнь и не слушая убеждений родных, уговаривавших её остаться в Петербурге, С. И. Чеславская возвратилась в Казань и снова приняла в свои руки созданное ей училище, которое уже и не покидала до самой своей смерти 16 ноября 1874 года.